# Smilevo
Smilevo (makedonska: Смилево) är en ort i Nordmakedonien. Den ligger i kommunen Demir Hisar, i den sydvästra delen av landet, 100 kilometer söder om huvudstaden Skopje. Smilevo ligger 945 meter över havet och antalet invånare är 689.